# Vini Poncia
Vincent "Vini" Poncia, Jr. (29 de abril de 1942) es un productor, músico y compositor estadounidense.

## Biografía
En la década de 1960, Poncia formó un equipo compositivo con Peter Anders. The Anders & Poncia Album, un disco de canciones coescritas entre ambos, fue publicado en 1969, con temas grabados por artistas como The Ronettes, Bobby Bloom y Darlene Love. Anders y Poncia fueron también miembros de The Trade Winds y The Innocence. El primer sencillo de The Trade Winds, "New York is a Lonely Town", alcanzó el puesto 32 en la lista estadounidense Billboard Hot 100 en 1966. En 1991, el compositor japonés Tatsuro Yamashita versionó la canción con el título de "Tokyo is a Lonely Town".
En 1968, Poncia fundó MAP City Records junto a Peter Anders y Frankie Meluso en Nueva York. La compañía incluyó un pequeño estudio de grabación dirigido por el ingeniero Peter H. Rosen, donde se grabaron dieciséis discos antes de la disolución de la compañía apenas dos años después.
Durante la década de 1970, Poncia se convirtió en compañero de Ringo Starr en materia de composición y apareció en varios de sus discos en solitario: Ringo (1973), Goodnight Vienna (1974), Ringo's Rotogravure (1976), Ringo the 4th (1977) y Bad Boy (1978). También produjo álbumes para Melissa Manchester y el disco de Lynda Carter Portrait. Como compositor, también escribió canciones para Jackie DeShannon y Tommy James, y aparece acreditado como coescritor junto a Leo Sayer de "You Make Me Feel Like Dancing".
En 1978, produjo el álbum homónimo de Peter Criss, y un año después los discos de Kiss Dynasty y Unmasked, a los que contribuyó con composiciones. En 1981, produjo el disco de Tycoon Turn Out the Lights. Poncia también produjo la canción de Adrenalin "Road of the Gypsy" para la película Iron Eagle en 1985., así como el álbum homónimo de DC Drive en 1991.